# Wish Bone (álbum)
Wish Bone es el tercer álbum de estudio de la cantante danesa Oh Land, lanzado el 16 de septiembre de 2013 por las discográficas Tusk or Tooth y A:larm Music. El álbum posee producción de la misma Oh Land, junto con David Andrew Sitek de TV on the Radio, Dan Carey y Grant "WNDRBRD" Michaels. Dos sencillos fueron lanzados para su promoción: "Renaissance Girls" y "Pyromaniac".

## Historia y lanzamiento
En 2012, Oh la tierra informó que se encontraba componiendo nueva música.
El 10 de julio de 2013, presentó la canción "My Boxer" en Spin.com como un adelanto del álbum. "Renaissance Girls" fue lanzada como el primer sencillo solo en Dinamarca el 20 de mayo de 2013 y en los Estados Unidos el 6 de agosto. El vídeo musical debutó el 6 de agosto de 2013. En él aparece Oh Land, junto con cuatro bailarines realizando una coreografía en un almacén vacío. "Pyromaniac" fue lanzado el 2 de septiembre de 2013 como el segundo sencillo del álbum.
The New York Times presentó fragmentos de varias de las canciones de Wish Bone en su blog Press Play.

## Personal
Créditos adaptados de Wish Bone.